# IC 3555
IC 3555 је дио галаксије (напримјер сјајан HII регион) у сазвјежђу Береникина коса која се налази на листи објеката дубоког неба у Индекс каталогу.
Деклинација објекта је + 27° 59' 24" а ректасцензија 12h 35m 56,0s.